# Famille Scarpetta-De Filippo
Pour les articles homonymes, voir De Filippo.
Cette page explique l’histoire ou répertorie les différents membres de la famille Scarpetta-De Filippo.
Les Scarpetta-De Filippo (ou plus simplement Scarpetta, De Filippo ou Murolo) sont une famille d'origine napolitaine du monde du théâtre napolitain, de la chanson napolitaine et du cinéma italien qui descend de l'acteur et metteur en scène Eduardo Scarpetta (1853-1925), auteur de la pièce Misère et Noblesse en 1887. Elle compte parmi ses membres Titina De Filippo, Peppino De Filippo, Eduardo De Filippo, Ernesto Murolo, Roberto Murolo, Luca De Filippo, Luigi De Filippo, ainsi que probablement un fils illégitime du roi Victor-Emmanuel II.

## Étymologie
Le patronyme Scarpetta a plusieurs zones d'origines : la région des Marches, la ville de Frosinone (dans le Latium), les villes de Bari et Tarente (dans les Pouilles) et les villes de Naples et Salerne (en Campanie). Les personnes portant le nom de Scarpetta sont principalement réparties dans la Province de Naples et dans celle de Milan. Il est une variante du patronyme Scarpa, formé à partir du mot italien scarpa qui signifie chaussure, au même titre que Scarpetti, Scarpi, Scarpis et Scarpitta.

## Origine
La famille Scarpetta descend de Gennaro Scarpetta, indiqué sur les Archives d’État civiles de Naples comme propriétaire. Celui a un fils, Vincenzo Scarpetta, qui nait en 1775. Devenu chef du bureau des Matricules du Grand Livre de la Dette publique, agent comptable et chef du Département de la Direction générale du Grand Livre de la Dette publique, Vincenzo épouse Marianna ou Maria Anna Fanelli (1785 - 11 juillet 1831, Naples), fille de Giovanni de Landolfo Fanelli et de Carmela de Vincenzo Lucera. Ensemble, ils ont treize enfants :
- Maria Teresa Carolina Giulia Scarpetta (née à Naples le 3 mai 1810).
- Maria Luisa Carmina Geltrude Scarpetta (née à Naples le 17 septembre 1811), elle épouse Gaetano Di Bisogno le 9 août 1834.
- Domenico Scarpetta, né Domenico Maria Giuseppe Gennaro Francesco Dimas Scarpetta et jumeau de la précédente.
- Maria Carolina Concetta Raimonda Scarpetta (29 décembre 1813, Naples - 26 août 1819, Naples).
- Domenico Scarpetta (mort né le 9 août 1815 à Naples).
- Maria Emilia Carmela Letizia Geltrude Scarpetta (née à Naples le 12 juillet 1816), elle épouse Francesco Giuseppe Raffaele Donnarumma le 4 mars 1844.
- Maria Enrichetta Concetta Geltrude Scarpetta (née à Naples le 12 novembre 1817).
- Angiola Maria Elisabetta Geltrude Giuditta Giacomina Scarpetta (née à Naples le 28 novembre 1819), elle épouse l'avocat Tomaso Raffaele Mariano Folinea le 12 mai 1844.
- Maria Giuditta Metilda Rosa Geltrude Lutgarda (née à Naples le 20 octobre 1821).
- Cesare Maria Alfonso Dima Scarpetta (né à Naples le 16 avril 1824), officier du Ministère de la Grâce et de la Justice.
- Maria Giulia Alfonsa Luisa Geltrude Lutgarda Scarpetta (née à Naples le 21 juin 1826).
- Emilia Scarpetta (1826, Naples - 12 février 1860, Naples), elle épouse le contrôleur de la douane Giuseppe Odeven.
- Eduardo Maria Alfonzo Innocenzo Dima Scarpetta (né à Naples le 28 décembre 1828).

Domenico Scarpetta (né en 1811) devient officier du Ministère des Affaires ecclésiastiques. Le 13 octobre 1832, il épouse en premières noces Maria Raffaela Petagna (1804 - 8 mars 1843, Naples) de qui il a Maria Anna Rosa Giovanna Geltrude Scarpetta qui nait à Naples le 16 juin 1833. Elle épousera Raffaele Musy le 19 juillet 1879. En second noce, il épouse Emilia Michela Giuseppa Rendina (née en 1820 à Naples), fille de Raffaele Rendina (officier de première classe de la Trésorerie Royale) et de Raffaela Bisaccia le 12 novembre 1844. Ils auront six enfants : 
- Giulia Enrichetta Giuseppa Scarpetta (née à Naples le 16 janvier 1845), elle épouse Leopoldo Cammarano le 3 juillet 1882.
- Enrico Vincenzo Francesco Dimas Scarpetta (né à Naples le 24 avril 1846), il épouse Concetta Ordura le 18 février 1882.
- Achille Mario Torquato Scarpetta (né à Naples le 8 janvier 1850).
- Odoardo Lucio Facisso Vincenzo Scarpetta, plus connu sous le nom d’Eduardo Scarpetta.
- Matilde Maria Concetta Caterina Giuseppina Scarpetta (née à Naples le 7 mai 1856).
- Ermenegilda Melania Caterina Scarpetta (née à Naples le 13 avril 1859).

## Généalogie
- Eduardo Scarpetta (1853-1925)
  - Domenico Scarpetta (né en 1876)
  - Vincenzo Scarpetta (1876-1952)
  - Eduardo Scarpetta dit Bebè (mort jeune)
  - Maria Scarpetta (1890-1959)
    - Eduardo Scarpetta
      - Mario Scarpetta (1953-2004)
        - Eduardo Scarpetta (1993)

  - Titina De Filippo (1898-1963)
    - Augusto Carloni (1923-1997)

  - Eduardo De Filippo (1900-1984)
    - Luisa De Filippo (morte en 1960)
    - Luca De Filippo (1948-2015)

  - Peppino De Filippo (1903-1980)
    - Luigi De Filippo (1930-2018)
      - Carolina De Filippo
        - Emma Nicole

  - Ernesto Murolo (1876-1939)
    - Roberto Murolo (1912-2003)

  - Eduardo Passarelli (1903-1968)
  - Pasquale De Filippo

### Eduardo Scarpetta

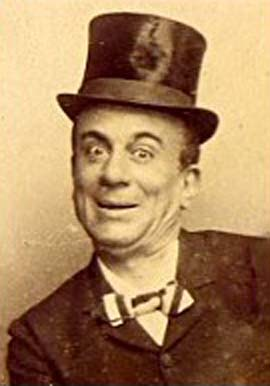
Photo d'Eduardo Scarpetta.

## Personnalités

### Descendance de Rosa De Filippo
Eduardo Scarpetta épouse Rosa De Filippo (née Angela Rosa De Filippo à Naples le 5 mai 1858), alors âgée 17 ans, le 16 mars 1876. Celle-ci est la fille du vendeur de charbon Pasquale de Luca De Filippo et de Luigia de Giovanni Laprea qui ont aussi eu trois autres enfants : Anna Maria Costanza De Filippo (née le 26 juillet 1862), Giovanni De Filippo (né le 3 avril 1864) et Luca Francesco De Filippo (né le 23 avril 1860).
Sept mois après le mariage, et ne pouvant donc pas être le fils d'Eduardo Scarpetta, Rosa Scarpetta-De Filippo accouche d'un fils nommé Domenico qui est légitimé par Eduardo. Cet enfant aurait été un fils né d'une relation extra-conjugale entre Rosa et le roi d'Italie Victor-Emmanuel II. Plusieurs faits tendent à approuver cette versions, en premier lieu sa grande ressemblance avec la Maison de Savoie qui régnait alors sur l'Italie. De plus, une fois arrivé à l'âge adulte, sa famille lui interdit de commencer une carrière artistique dans le monde du théâtre (voie que choisir presque tous ses frères et sœurs). Enfin, la famille Scarpetta recevait tous les mois des prérogatives de l’État italien,,.
Au total, Eduardo Scarpetta n'a eu que deux fils légitimes avec sa femme Rosa De Filippo. Le premier fut l'acteur, comédien et dramaturge Vincenzo Scarpetta et le second portait le prénom d'Eduardo, comme son père, et était surnommé Bebè mais il mourut en bas âge d'une tuberculose intestinale.
En 1890 nait Maria Scarpetta d'une relation entre Eduardo Scarpetta et la maîtresse de musique Francesca Giannetti mais elle est élevée par la femme d'Eduardo comme une fille légitime.

### Descendance de Luisa De Filippo

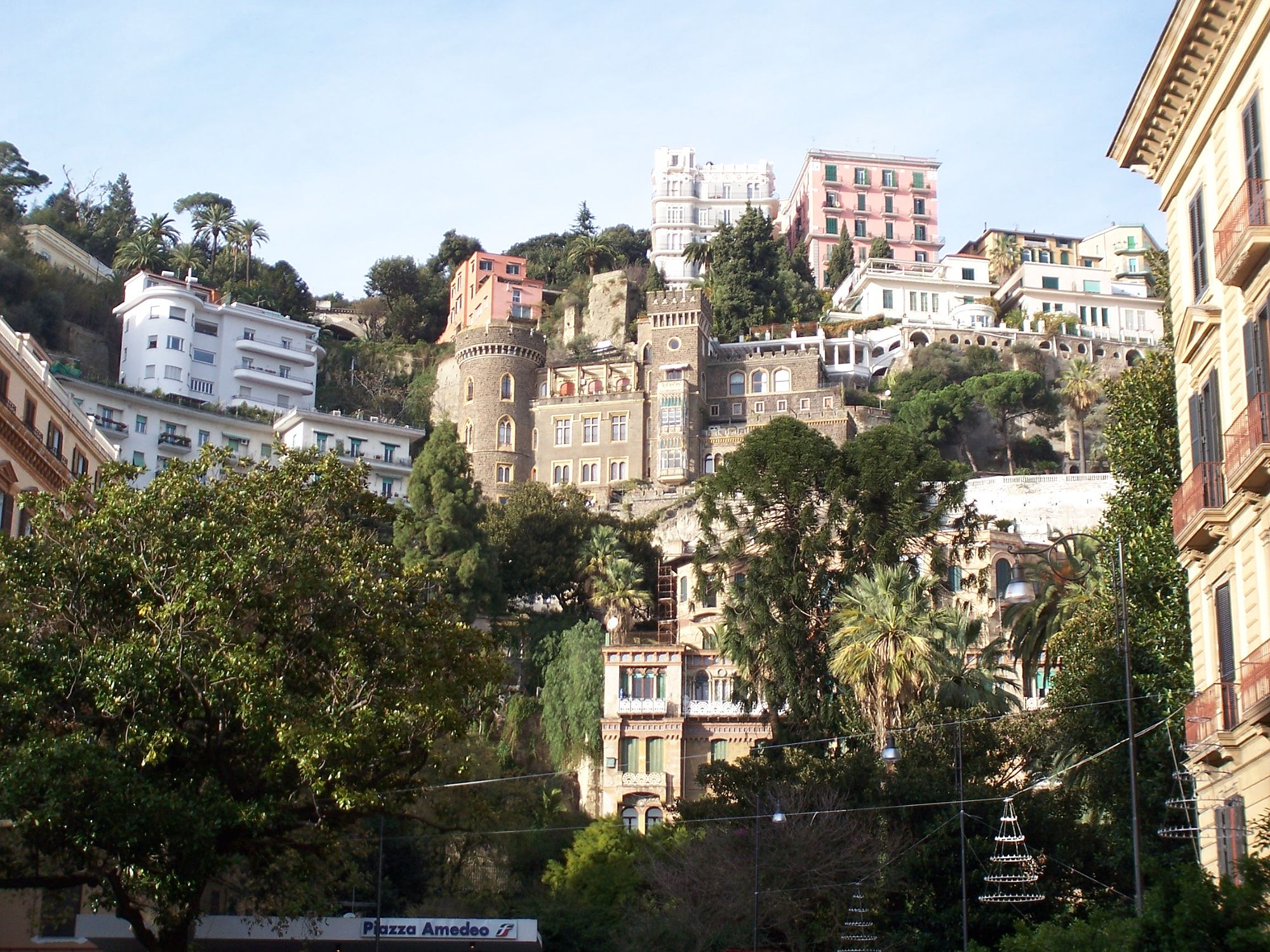
Le quartier de Chiaia à Naples.

Eduardo Scarpetta a aussi une relation avec la couturière théâtrale Luisa De Filippo (1878, Naples - 1944, Rome), elle est la fille de Luca Francesco De Filippo et de sa première femme, Concetta Termini, épousée le 27 mars 1879. Luisa est donc la nièce de Rosa, la femme d'Eduardo. De cette relation naissent trois enfants, tous des grands noms de monde du cinéma napolitain : Titina De Filippo, Eduardo De Filippo et Peppino De Filippo.

#### Titina De Filippo
Titina De Filippo, de son vrai nom Annunziata De Filippo, nait le 27 mars 1898 dans une maison de la Via dell'Ascensione, dans le quartier de Chiaia à Naples.

#### Eduardo De Filippo
Eduardo De Filippo nait le 24 mai 1900 au no 3 de la Via dell'Ascensione ou selon d'autres au 15 de la Via Giovanni Bausan, toujours dans le quartier de Chiaia.

#### Peppino De Filippo
Peppino De Filippo, de son vrai nom Giuseppe De Filippo, nait le 24 août 1903 au no 28/o de la Via Giovanni Bausan,.